# Crookesit
Crookesit ist ein selten vorkommendes Mineral aus der Mineralklasse der „Sulfide und Sulfosalze“ (einschließlich Selenide, Telluride, Arsenide, Antimonide, Bismutide, Sulfarsenite, Sulfantimonite, Sulfbismuthite) mit der chemischen Zusammensetzung Cu7TlSe4 und ist damit ein Kupfer-Thallium-Selenid, das strukturell mit den Sulfidmineralen verwandt ist.
Crookesit kristallisiert im tetragonalen Kristallsystem, konnte jedoch bisher nur in Form feinverteilter Einschlüsse, körniger Aggregate oder kleiner Äderchen von bleigrauer bis bläulichgrauer Farbe gefunden werden. Er ist in jeder Form undurchsichtig (opak) und weist einen metallischen Glanz auf.

## Etymologie und Geschichte
Das Mineral wurde erstmals in der Erzlagerstätte der Grube „Skrikerum“ nahe Valdemarsvik in der schwedischen Provinz Östergötlands län entdeckt und 1867 von Adolf Erik Nordenskiöld beschrieben. Benannt ist es nach dem Entdecker des chemischen Elementes Thallium, Sir William Crookes.

## Klassifikation
In der veralteten 8. Auflage der Mineralsystematik nach Strunz gehörte der Crookesit zur Mineralklasse der „Sulfide und Sulfosalze“ und dort zur Abteilung „Sulfide etc. mit M : S > 1 : 1“, wo er gemeinsam mit Chalkothallit, Eukairit, Jalpait, Mckinstryit und Stromeyerit in der „Stromeyerit-Eukairit-Gruppe“ mit der Systemnummer II/A.04 steht.
In der zuletzt 2018 überarbeiteten Lapis-Systematik nach Stefan Weiß, die formal auf der alten Systematik von Karl Hugo Strunz in der 8. Auflage basiert, erhielt das Mineral die System- und Mineralnummer II/B.03-030. Dies entspricht der Klasse der „Sulfide und Sulfosalze“ und dort der Abteilung „Sulfide, Selenide und Telluride mit dem Stoffmengenverhältnis Metall : S,Se,Te > 1 : 1“, wo Crookesit zusammen mit Athabascait, Bellidoit, Berzelianit, Sabatierit und Umangit eine unbenannte Gruppe mit der Systemnummer II/B.03 bildet.
Die von der International Mineralogical Association (IMA) zuletzt 2009 aktualisierte 9. Auflage der Strunz’schen Mineralsystematik ordnet den Crookesit in die Klasse der „Sulfide und Sulfosalze (Sulfide, Selenide, Telluride, Arsenide, Antimonide, Bismutide, Sulfarsenide, Sulfantimonide, Sulfbismutide)“ und dort in die Abteilung „Metallsulfide, M : S > 1 : 1 (hauptsächlich 2 : 1)“ ein. Hier ist das Mineral in der Unterabteilung „mit Quecksilber (Hg), Thallium (Tl)“ zu finden, wo es als einziges Mitglied eine unbenannte Gruppe mit der Systemnummer 2.BD.50 bildet.
In der vorwiegend im englischen Sprachraum gebräuchlichen Systematik der Minerale nach Dana hat Crookesit die System- und Mineralnummer 02.04.12.01. Das entspricht der Klasse der „Sulfide und Sulfosalze“ und dort der Abteilung „Sulfidminerale“. Hier findet er sich innerhalb der Unterabteilung „Sulfide – einschließlich Seleniden und Telluriden – mit der Zusammensetzung AmBnXp, mit (m+n):p=2:1“ in einer unbenannten Gruppe mit der Systemnummer 02.04.12, in der auch Sabatierit eingeordnet ist.

## Kristallstruktur
Crookesit kristallisiert tetragonal in der Raumgruppe I4 (Raumgruppen-Nr. 82) mit den Gitterparametern a = 10,45 Å und c = 3,93 Å sowie zwei Formeleinheiten pro Elementarzelle.

## Bildung und Fundorte
Crookesit bildet sich unter hydrothermalen Bedingungen und tritt meist mit anderen Seleniden wie Umangit, Berzelianit, Eukairit, Klockmannit, Clausthalit und Sabatierit, aber auch mit selenhaltigem Linneit, Calcit und Quarz vergesellschaftet auf.
Als seltene Mineralbildung konnte Crookesit nur an wenigen Fundorten nachgewiesen werden, wobei bisher (Stand 2013) rund 10 Fundorte als bekannt gelten. Seine Typlokalität „Skrikerum“ nahe Valdemarsvik ist dabei der bisher einzige bekannte Fundort in Schweden.
In Deutschland fand man Crookesit bisher nur in den Gruben „Brummerjan“ bei Zorge und „Weintraube“ bei Lerbach in Niedersachsen.
In der Schweiz konnte das Mineral in Gesteinsproben bei einer von der Nagra durchgeführten Bohrung nahe Kaisten sowie bei einer Probebohrung in einer „Redbed“-Lagerstätte (durch fein verteilten Hämatit intensiv rot gefärbtes Sand- oder Tongestein) bei Weierfeld nahe Rheinfelden im Kanton Aargau nachgewiesen werden.
Weitere bisher bekannte Fundorte sind die „Tumiñico-Mine“ in der Sierra de Cacho in der argentinischen Provinz La Rioja, die Lagerstätte „Chibukla“ in Armenien, das „Sanpu“-Erzfeld im Kreis Suixi (Huaibei) in der chinesischen Provinz Anhui und Nové Město na Moravě-Petrovice und Rožná in der tschechischen Kraj Vysočina.